# World of Warcraft: Mists of Pandaria
 (mai 2012).
Si vous disposez d'ouvrages ou d'articles de référence ou si vous connaissez des sites web de qualité traitant du thème abordé ici, merci de compléter l'article en donnant les références utiles à sa vérifiabilité et en les liant à la section « Notes et références ».
World of Warcraft: Mists of Pandaria est la quatrième extension du MMORPG World of Warcraft de Blizzard Entertainment, faisant suite à Cataclysm. Elle fut annoncée le 21 octobre 2011 durant la BlizzCon par Chris Metzen et mise en ligne le 25 septembre 2012.

## Mists of Pandaria
À la suite des événements de Cataclysm et de la chute d'Aile-de-Mort, l'Alliance et la Horde sont plus que jamais sur le pied de guerre. Une bataille navale éclate dans les Mers du Sud dans laquelle est impliqué Anduin Wrynn, fils de Varian Wrynn, actuel roi de Hurlevent et par conséquent chef de l'Alliance. Des survivants accostent sur une île inconnue recouverte de brume et jusqu'à présent inviolée. Aussitôt les deux factions dépêchent leurs meilleures unités afin de prendre possession de ce nouveau territoire. Elles font alors la rencontre des autochtones, les Pandarens (des pandas anthropomorphiques), mais aussi de leurs ennemis héréditaires : les Mogus (peuple dominateur et esclavagiste) et les Mantides (race insectoïde vivant de l'autre côté de la Muraille).

### Généralités

#### Les Pandarens
Les Pandarens sont la nouvelle race jouable de l’extension.
Civilisation bien plus ancienne que celle des Hommes, les Pandarens ont connu la Grande Fracture durant le règne de Shaohao et ont vu leur continent se napper de brume et disparaître aux yeux du monde. Courtisés par les deux factions pour leurs incroyables capacités martiales, ils n'en restent pas moins un peuple paisible, proche de la terre et des cultures, agissant souvent avec philosophie. Seuls quelques Pandarens suffisamment aventureux ont tenté de quitter l'île ; c'est pour cette raison que quasiment personne n'avait rencontré de Pandaren auparavant.
Leur passé est tumultueux : esclaves des seigneurs de guerre Mogus, ils ont par la suite subi de plein fouet la première invasion démoniaque et la Grande Fracture qui s'est ensuivie.
Race neutre au début du jeu, les Pandarens débutent sur l’Île Vagabonde (en réalité une tortue géante) et sont amenés une fois la zone terminée à choisir l'une des deux factions sans possibilité de retour. Ils bénéficient de bonus liés à la cuisine et à la nourriture ("épicurien", "gourmand"), un bonus d’expérience quand reposés (afin d'inciter les joueurs à créer un nouveau personnage), des dégâts de chute diminués de moitié ainsi qu'un sort de stupéfaction. Ils montent des Tortues-Dragons et sont de grands amateurs de bière.

#### La Pandarie
Le continent brumeux, situé au sud du Maëlstrom, est coupé en deux par la Grande Muraille, érigée par les Mogus grâce aux bras Pandarens, afin de les protéger de la menace Mantide.
À l'est s'étendent les terres protégées :
- La Forêt de Jade, première zone de l'extension. On y trouve le Temple du Serpent de Jade, une forêt dense et de nombreuses ruines.
- La Vallée des quatre Vents : le grenier de la Pandarie avec sa fameuse brasserie Brune d’Orage.
- Les Étendues sauvages de Krasarang et ses ruines éparses, sa végétation bleutée et ses nombreuses îles tropicales.
- Le Sommet de Kun-lai, évoquant l'Himalaya.
- Le Val de l’Éternel Printemps, zone centrale de l'ancien pouvoir Mogu et des deux factions. C'est aussi là que les Pandarens du Lotus doré se réunissent.

À l'ouest, les zones sauvages :
- Le Désert de Tanglong, peuplé des nombreuses tribus Yaungol.
- Les Terres de l'Angoisse, bastion désolé des Mantides et zone finale de la Pandarie.

#### Le Moine
Nouvelle classe, ajoutée avec l'extension, le moine n'est pas uniquement disponible pour les Pandarens, mais aussi pour des anciennes races.
Le Moine utilise du "Chi" comme ressource qui peut être couplé avec une autre ressource en fonction de la spécialisation. Il est capable de prendre tous les rôles, DPS, Soigneur ou Tank grâce à ses trois spécialisations :
- Maître Brasseur, la spécialisation de « tank », capable d'encaisser de lourds dégâts.
- Tisse-Brume, la spécialisation de soins, capable d'infliger des dégâts en même temps et de rester au corps à corps.
- Marche-Vent, spécialisation de DPS au corps à corps pratiquant les arts martiaux.

Le moine porte des armures en cuir et peut effectuer des roulades pour se déplacer plus vite. Il gagne aussi un bonus d’expérience quotidiennement.

### Nouveautés importantes

#### Les scénarios
Les scénarios constituent un intermédiaire entre les quêtes et les donjons à 5 joueurs. Un groupe de 3 joueurs est confronté à une suite d'objectifs à accomplir de manière linéaire, servant à faire progresser l'intrigue de l'extension, les équipements obtenus étant généralement beaucoup moins intéressants que ceux obtenus en donjon. C'est d’ailleurs un scénario ("La Chute de Theramore") qui ouvre l'histoire de Mists of Pandaria.
L'aventure dure en moyenne une quinzaine de minutes, un système de recherche de groupe étant mis à la disposition du joueur. La difficulté n'est pas vraiment présente, l'objectif étant plus scénaristique.

#### Combat de mascottes
Une nouveauté inattendue qui pousse le joueur dans des combats entre mascottes, capturées au préalable. Ce n'est pas sans rappeler Pokémon, aussi bien pour ce qui est de la capture que dans les combats, avec un système de type et de faiblesse. Les mascottes possèdent 6 sorts qui se débloquent en montant de niveau, le niveau max étant 25. Cependant seules 3 de ces compétences peuvent être utilisées en combat. Elles possèdent aussi un niveau de rareté influant directement sur les attributs (points de vie, vitesse et attaque).
Les joueurs peuvent faire des duels entre eux, notamment grâce à un système de recherche de combat, ou affronter des dresseurs prédéfinis nécessitant une stratégie.

#### Le mode Défi
Les donjons à 5 joueurs étant réputés trop facile, même en mode héroïque, le mode défi propose un challenge beaucoup plus relevé afin de satisfaire les joueurs les plus courageux. Dans les mêmes instances 5 joueurs qu'en mode normal, mais avec des monstres et des boss bien plus coriaces, le groupe doit finir le plus vite possible afin d'obtenir la médaille d'or, ou à défaut celles d'argent ou de bronze. Afin que le challenge reste viable, même en fin d'extension, le niveau d'équipement est bloqué et les bonus liés à la quête légendaire retirés. Aucun équipement ne peut être récupéré dans ce mode de difficulté, ce dernier étant surtout là pour proposer un challenge occasionnel.

#### Refonte du système de talent
L'ancien système d'arbre de talent à 41 points est abandonné au profit d'un système de paliers. Tous les 15 niveaux, le joueur a le choix entre 3 talents qui modifient la manière d'utiliser certaines compétences.  Les spécialisations de classe existent toujours mais ne sont plus liées aux talents.

#### Quête légendaire d'Irion
Tout au long de l'extension se déverrouille une suite de quêtes permettant de faire évoluer l'histoire du joueur parallèlement à celle du monde qui l'entoure. Principalement tournée vers le PvE (les raids et donjons) mais pas seulement, cette série de quêtes permet d'obtenir des améliorations d'équipement extrêmement puissantes.

#### Marché noir
Fonctionnant sur un principe proche de celui de l’hôtel des ventes, le marché noir permet à ses clients les plus fortunés de s'offrir des pièces d'équipement à présent inaccessibles ou encore des montures très rares.

#### Les World Boss
L'apparition de boss hors raids fait son retour avec cette extension. Nécessitant une quarantaine de joueurs, ils sont deux à la sortie du jeu : Le Sha de la colère et Galion. Deux nouveaux sont ajoutés avec le patch 5.2, Oondasta et Nalak.

### Autres nouveautés
- Les montures, mascottes et hauts faits sont maintenant liés au compte.
- Les régions inter-royaume permettent aux joueurs de différents serveurs de se rencontrer dans les régions du jeu les moins peuplées.
- Le butin de zone permet en un clic de ramasser le butin de tous les ennemis morts alentour.
- Apparition du BattleTag afin de remplacer les noms de compte et faciliter l'ajout de contacts.

### Joueurs contre Environnement (PvE)

#### Scénarios
- "Arène de l'annihilation", une suite de 5 combats avec un adversaire final aléatoire.
- "Crypte des rois oubliés", purifiez une ruine de la corruption résiduelle d'un Sha.
- Le "festival de Brasse-Lune" demande d'aider les villageois de Binan à ce que le festivités se passe bien et à arrêter une invasion Yaungol.
- "La chute de Theramore" nous fait vivre la destruction d'une importante cité humaine en Kalimdor.
- "Pierre-Verte" est un village subissant l'assaut d'un élémentaire.
- "Une bière foudroyante", un scénario très court demandant de protéger un maître dans l'art du brassage.
- "Unga Ingou", une séance d'infiltration sur une île tenue par les Hozen dans les étendues sauvages de Krasarang